# 1700
Năm 1700 (số La Mã: MDCC) là một năm thường bắt đầu từ ngày thứ Sáu trong lịch Gregory, nhưng là một năm nhuận bắt đầu từ ngày thứ hai của lịch Julius. Trong lịch Gregory được 10 ngày trước lịch Julius cho đến ngày 28 tháng 2 năm 1700, sau đó 11 ngày trước kể từ ngày 01 tháng 3 năm 1700. Với lịch Gregory bắt đầu từ năm 1582, và năm 1600 được chia hết cho 400, và vì thế là một năm nhuận theo lịch Gregory.

## Sự kiện
- 27 tháng 1-28 tháng 1 Sóng thần 9,3 độ Richter cao 14 ft (<30m) ở Mỹ UTC-7 Từ 05:00-05:00

## Sinh
- 29 tháng 1 - Konstancja Czartoryska, người Ba Lan (mất 1759)
- 2 tháng 2 - Johann Christoph Gottsched, nhà văn người Đức (mất 1766)
- 9 tháng 2 - Daniel Bernoulli, nhà toán học Hà Lan (mất 1782)
- 13 tháng 3 - Michel Blavet, người Pháp (mất 1768)
- 14 tháng 4 – Nguyễn Phúc Điền, tước phong Dận Quốc công, công tử con chúa Nguyễn Phúc Chu (m. 1739).
- 7 tháng 5 - Gerard van Swieten, bác sĩ Hà Lan (mất 1772)
- 12 tháng 5 - Luigi Vanvitelli, kiến trúc sư người Ý (mất 1773)
- 19 tháng 5 - José de Escandón, thống đốc thực dân Tây Ban Nha (mất 1770)
- 26 tháng 5 - Nicolaus Ludwig Zinzendorf, nhà cải cách tôn giáo và xã hội Đức (mất 1760)
- 13 tháng 8 - Heinrich, số von Brühl, người Đức (mất 1763)
- 17 tháng 8 - Clemens tháng tám của Bayern (mất 1761)
- 11 tháng 9 - James Thomson, nhà thơ người Scotland (mất 1748)
- 30 tháng 9 - Stanislaw Konarski, nhà văn người Ba Lan (mất 1773)
- 10 tháng 10 - Lambert-Sigisbert Adam, nhà điêu khắc người Pháp (mất 1759)
- 19 tháng 11 - Jean-Antoine Nollet, nhà vật lý học Pháp (mất 1770)
- 28 tháng 11 - Nathaniel Bliss, nhà thiên văn học người Anh (mất 1764)
- 25 tháng 12 - Leopold II của Anhalt-Dessau, người Phổ (mất 1751)
- Ngày chưa biết:
  - Francesca Cuzzoni, ca sĩ nhạc kịch người Ý (mất 1770)
  - Karl, Công tước xứ Holstein-Gottorp (mất 1739)
  - Franciszek Salezy Potocki, nhà quý tộc Ba Lan (mất 1772)
  - Ivan Ranger, họa sĩ Áo (mất 1753)